# Diccionari d'escriptors catalans
Memorias para ayudar a formar un diccionario crítico de los escritores catalanes y dar alguna idea de la antigua y moderna literatura de Cataluña més conegut com a Diccionari d'escriptors catalans és un repertori biobibliogràfic concebut per Ignasi Torres i Amat i elaborat conjuntament amb el seu germà Fèlix, qui el finalitza el 1836.
Ignasi Torres i Amat de Palou, bibliotecari de la Biblioteca Pública Episcopal de Barcelona entre el 1795 i el 1808, concep el diccionari l'any 1798, i quan mor el 1811 ja ha acabat alguns articles i deixa finalitzades 1.230 fitxes. El seu germà Fèlix torna a Barcelona després d'un periple per tot Espanya, consultant biblioteques de Madrid, València, Saragossa, Toledo i d'altres ciutats. Continuant amb aquesta tasca, Fèlix Torres projecta i concreta la Biblioteca d'autors catalans l'any 1819. D'ençà que fou concebut, va ser un referent i motor de la Renaixença literària a Catalunya. Quan es publicà, coincidí amb l'efervescència de la Renaixença catalana, l'any 1836. L'aleshores bisbe d'Astorga, inclou l'Oda a la Pàtria com un dels seus poemes preferits. La intenció patriòtica de l'obra és evident manllevant el lema de Ciceró: Amemus patriam: posteritati et gloria serviamus: id esse optimum putemus.